# Syukri Bashir
Syukri Bashir  (* 11. April 1998 in Singapur), mit vollständigen Namen Muhammad Syukri bin Mohd Bashir, ist ein singapurischer Fußballspieler.

## Karriere
Syukri Bashir stand bis Ende 2017 im Kader der Reservemannschaft des Erstligisten Hougang United. Als Spieler der Reservemannschaft spielte er 2017 zweimal in der ersten Liga, der S. League. 2018 spielte er in der ersten Mannschaft. Hier kam er auf acht Einsätze. 2019 wechselte er zum Ligakonkurrenten Young Lions. Die Young Lions sind eine U-23-Mannschaft, die 2002 gegründet wurde. In der Elf spielen U23-Nationalspieler und auch Perspektivspieler. Ihnen soll die Möglichkeit gegeben werden, Spielpraxis in der ersten Liga, der Singapore Premier League, zu sammeln. Der Erstligist Tanjong Pagar United nahm ihn ab Anfang 2020 unter Vertrag. Am 1. Juli 2020 trat er seinen Militärdienst an. Dieser endete am 18. Februar 2022. Am 19. Februar 2022 kehrte er zu seinem ehemaligen Verein Tanjong Pagar United zurück. Nach zwei Spielzeiten wechselte er im Januar 2024 zum ebenfalls in der ersten Liga spielenden Albirex Niigata (Singapur). Der Verein ist ein Ableger des japanischen Vereins Albirex Niigata.